# József Balla (zápasník)
József Balla (27. července 1955 Szöreg, Maďarsko - 18. března 2003 Kecskemét) byl maďarský zápasník, volnostylař.
V roce 1976 na olympijských hrách v Montréalu, v kategorii nad 100 kg a v roce 1980 na hrách v Moskvě ve stejné kategorii vybojoval stříbrnou medaili.